# CONCACAF Caribbean Cup 2023
La CONCACAF Caribbean Cup 2023 è stata la prima edizione della CONCACAF Caribbean Cup, la competizione subcontinentale di prima fascia per le squadre di club caraibiche, le cui federazioni sono affiliate alla Caribbean Football Union, una sotto-federazione della CONCACAF. La competizione è iniziata il 23 agosto ed è terminata con la finale il 7 dicembre
Le due finaliste e la squadra terza classificata, qualora dovessero soddisfare i criteri di licenza stabiliti dalla CONCACAF, si qualificano per la CONCACAF Champions Cup 2024.

## Formula
Le 10 squadre qualificate sono divise in 2 gironi, ognuno da 5 squadre, che giocano sola andata, per un totale di 4 giornate. Al termine di esse, le prime due di ogni girone si qualificano per la fase ad eliminazione diretta, che con semifinali e finale decreta il vincitore.

## Squadre partecipanti
Dieci squadre da cinque federazioni appartenenti alla Caribbean Football Union si qualificano per il torneo: otto squadre da tre diversi campionati si qualificano in base alle loro prestazioni nel campionato, mentre le ultime due squadre hanno ottenuto la qualificazione avendo raggiunto la finale di CONCACAF Caribbean Shield 2023.
Originariamente, ognuno dei 4 campionati professionisti affiliati alla CFU avrebbe dovuto ottenere due slot per la competizione, ma il campionato di Haiti non è attivo da maggio 2021 e la CONCACAF non ha ammesso alcun club di Haiti alla competizione, assegnando i due slot alla Repubblica Dominicana e alla Giamaica, in base alle prestazioni dei loro club nelle ultime cinque edizioni del cessato Caribbean Club Championship.
| Nazione           | Club             | Qualificazione                                 |
| ----------------- | ---------------- | ---------------------------------------------- |
| Rep. Dominicana   | Cibao            | 1° nella Liga Dominicana de Fútbol 2022        |
| Rep. Dominicana   | Atlético Pantoja | Finalista della Liga Dominicana de Fútbol 2022 |
| Rep. Dominicana   | Moca             | 3° nella Liga Dominicana de Fútbol 2022        |
| Giamaica          | Harbour View     | 1° nella National Premier League 2022          |
| Giamaica          | Dunbeholden      | 2° nella National Premier League 2022          |
| Giamaica          | Cavalier         | 3° nella National Premier League 2022          |
| Martinica         | Golden Lion      | Finalista del CONCACAF Caribbean Shield 2023   |
| Suriname          | Robinhood        | Vincitore del CONCACAF Caribbean Shield 2023   |
| Trinidad e Tobago | Port of Spain    | 1° in TT Pro League 2023                       |
| Trinidad e Tobago | Defence Force    | 2° in TT Pro League 2023                       |

## Calendario
Il calendario della competizione è il seguente:
| Fase                 | Turno      | Andata          | Ritorno                 |
| -------------------- | ---------- | --------------- | ----------------------- |
| Fase a gironi        | Giornata 1 | 23-25 agosto    | 23-25 agosto            |
| Fase a gironi        | Giornata 2 | 29-31 agosto    | 29-31 agosto            |
| Fase a gironi        | Giornata 3 | 19-21 settembre | 19-21 settembre         |
| Fase a gironi        | Giornata 4 | 26-28 settembre | 26-28 settembre         |
| Fase a gironi        | Giornata 5 | 3-5 ottobre     | 3-5 ottobre             |
| Eliminazione diretta | Semifinali | 24-26 ottobre   | 31 ottobre - 2 novembre |
| Eliminazione diretta | Finali     | 28-30 novembre  | 5-7 dicembre            |

## Fase a gironi

### Girone A
| Pos. | Squadra       | P.ti | G | V | P | S | GF | GS | DG |
| ---- | ------------- | ---- | - | - | - | - | -- | -- | -- |
| 1.   | Cavalier      | 10   | 4 | 3 | 1 | 0 | 11 | 4  | +7 |
| 2.   | Moca          | 9    | 4 | 3 | 0 | 1 | 6  | 3  | +3 |
| 3.   | Defence Force | 5    | 4 | 1 | 2 | 1 | 3  | 4  | -1 |
| 4.   | Golden Lion   | 3    | 4 | 1 | 0 | 3 | 5  | 11 | -6 |
| 5.   | Port of Spain | 1    | 4 | 0 | 1 | 3 | 4  | 7  | -3 |

### Girone B
| Pos. | Squadra          | P.ti | G | V | P | S | GF | GS | DG |
| ---- | ---------------- | ---- | - | - | - | - | -- | -- | -- |
| 1.   | Robinhood        | 9    | 4 | 3 | 0 | 1 | 8  | 4  | +4 |
| 2.   | Harbour View     | 7    | 4 | 2 | 1 | 1 | 6  | 5  | +1 |
| 3.   | Cibao            | 4    | 4 | 1 | 1 | 2 | 4  | 5  | -1 |
| 4.   | Dunbeholden      | 4    | 4 | 1 | 1 | 2 | 3  | 5  | -2 |
| 5.   | Atlético Pantoja | 0    | 4 | 0 | 3 | 1 | 4  | 6  | -2 |

## Eliminazione diretta

### Tabellone
|  | Semifinali      | Semifinali      | Semifinali | Semifinali | Semifinali |  |  | Finale          | Finale       | Finale | Finale | Finale |  |
|  |                 |                 |            |            |            |  |  |                 |              |        |        |        |  |
|  | Moca            | Moca            | 1          | 0          | 1 (2)      |  |  |                 |              |        |        |        |  |
|  | Robinhood (dtr) | Robinhood (dtr) | 0          | 1          | 1 (3)      |  |  | Robinhood       | Robinhood    | 1      | 2      | 3      |  |
|  | Harbour View    | Harbour View    | 0          | 0          | 0          |  |  | Cavalier        | Cavalier     | 0      | 0      | 0      |  |
|  | Cavalier        | Cavalier        | 5          | 0          | 5          |  |  |                 |              |        |        |        |  |
|  |                 |                 |            |            |            |  |  |                 |              |        |        |        |  |
|  |                 |                 |            |            |            |  |  | Finale 3º posto |              |        |        |        |  |
|  |                 |                 |            |            |            |  |  |                 |              |        |        |        |  |
|  |                 |                 |            |            |            |  |  | Harbour View    | Harbour View | 1      | 1      | 2      |  |
|  |                 |                 |            |            |            |  |  | Moca            | Moca         | 2      | 1      | 3      |  |

### Semifinali
| Squadra 1    | Totale        | Squadra 2 | Andata | Ritorno |
| ------------ | ------------- | --------- | ------ | ------- |
| Harbour View | 0-5           | Cavalier  | 0-5    | 0-0     |
| Moca         | 1-1 (2-3 dtr) | Robinhood | 1-0    | 0-1     |

### Finale 3º posto
| Squadra 1    | Totale | Squadra 2 | Andata | Ritorno |
| ------------ | ------ | --------- | ------ | ------- |
| Harbour View | 2 - 3  | Moca      | 1 - 2  | 1 - 1   |

### Finale
| 28 novembre 2023 | Robinhood | 1 – 0 | Cavalier |  |

| 5 dicembre 2023 | Cavalier | 0 – 2 | Robinhood |  |

## Classifica Marcatori
| Gol |  |  | Giocatore         | Squadra      |
| --- |  |  | ----------------- | ------------ |
| 8   |  |  | Shaniel Thomas    | Cavalier     |
| 5   |  |  | Shaquille Cairo   | Robinhood    |
| 4   |  |  | Gustavo Ascona    | Moca         |
| 3   |  |  | Shaqueil Bradford | Harbour View |
| 3   |  |  | Jalmaro Calvin    | Cavalier     |
| 3   |  |  | Jamilhio Rigters  | Robinhood    |